# Mill Ends Park
Mill Ends Park – park na drodze SW Naito Parkway w Portland, w Stanach Zjednoczonych. Ma kształt koła o średnicy 61 cm i zajmuje powierzchnię około 0,29 m², co czyniło go najmniejszym parkiem na świecie według księgi rekordów Guinnessa do lutego 2025 roku, gdy utracił ten tytuł na rzecz parku w Nagaizumi w Japonii, którego powierzchnia wynosi 0,24². Został utworzony w 1948 roku przez dziennikarza Dicka Fagana, który z okazji dnia Świętego Patryka postanowił zagospodarować otwór pod latarnię. W 1976 roku, siedem lat po śmierci Fagana, Mill Ends Park został oficjalnie uznany za park miejski.

## Linki zewnętrzne

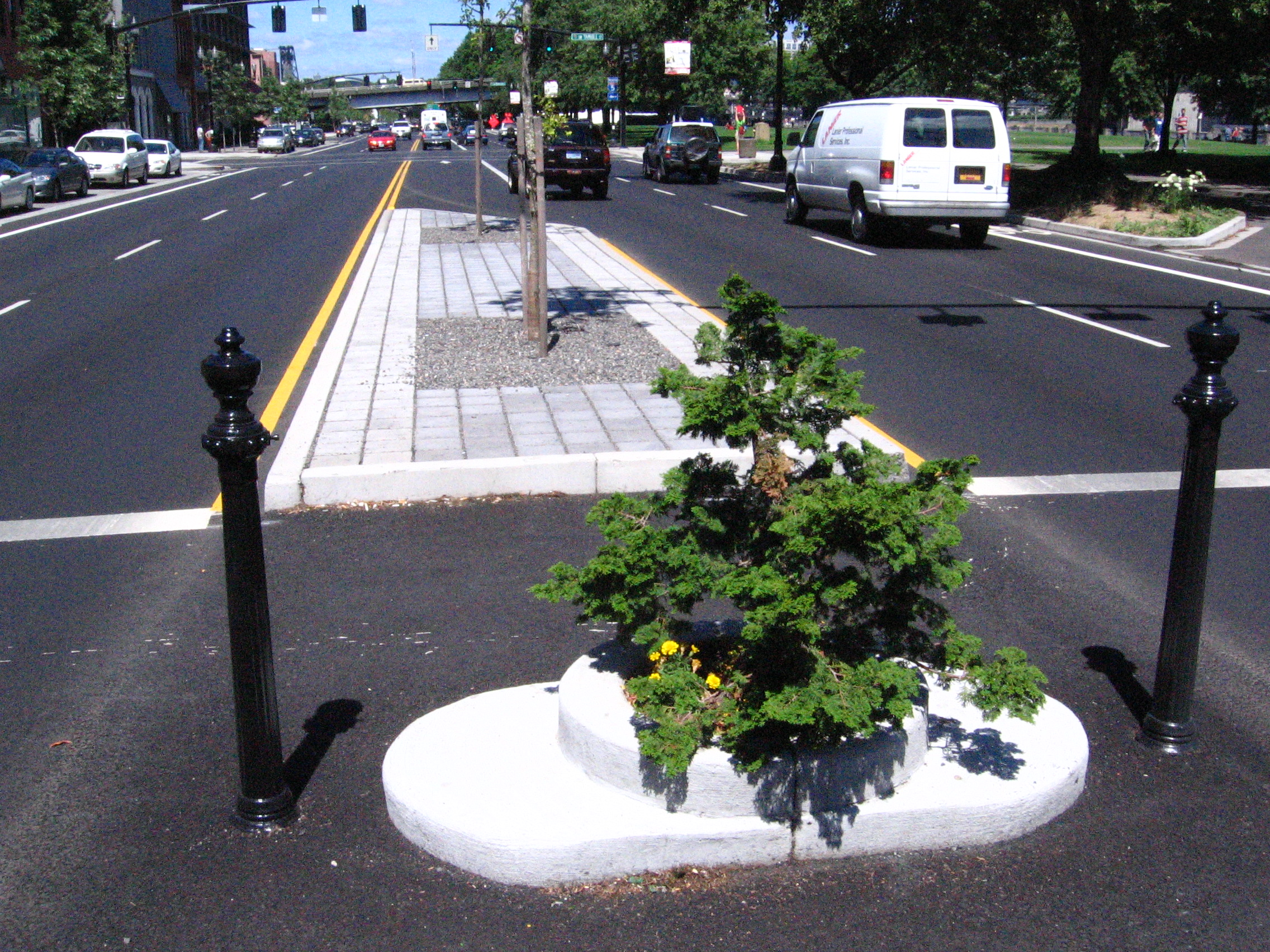
Mill Ends Park – lato 2007

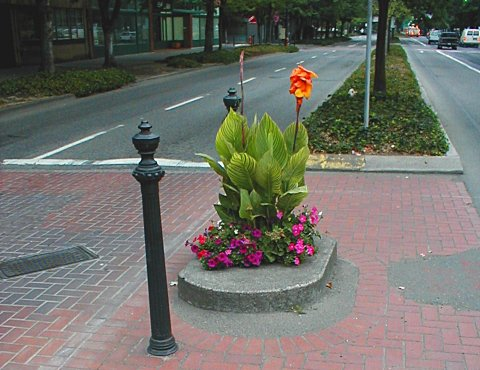
Mill Ends Park – lato 2004